# Juan Pedrals
Juan Pedrals Gili (7 de enero de 1924 - 3 de mayo de 1995) fue un ingeniero y empresario chileno de origen español, gerente general de la estratégica Empresa Nacional del Petróleo (Enap) de Chile.

## Vida
Adquirió la nacionalidad chilena en 1940.
Realizó sus estudios básicos y medios en el Liceo Eduardo de la Barra de Valparaíso. En 1947 se tituló de ingeniero civil de minas en la Universidad de Chile, obteniendo el premio Juan Bruggen como el mejor egresado de su promoción. Al año siguiente ingresó a la estatal Corfo, para trabajar en la explotación de campos petrolíferos recién descubiertos en Magallanes, iniciando luego una larga carrera en las plantas de Enap en el extremo sur del país andino.
Entre 1974 y 1981 se desempeñó en diversas empresas privadas. En 1980 el Instituto de Ingenieros de Minas le otorgó la Medalla de Oro al Mérito, máxima distinción que otorga esa entidad.
En marzo de 1990 arribó a la gerencia general de Enap por encargo del presidente Patricio Aylwin. Cuatro años más tarde fue ratificado en su cargo por Eduardo Frei Ruiz-Tagle.
El abril de 1995 fue condecorado por la Casa Rosada con la Orden al Mérito del Libertador General San Martín, por su aporte gerencial en la integración energética entre Argentina y Chile.
Falleció en un accidente de aviación cerca de Quito, Ecuador, cuando concurría a una reunión de ejecutivos petroleros sudamericanos, junto a otros ejecutivos del sector energético sudamericano el 3 de mayo de 1995. El avión ejecutivo Grumman Gulfstream II alquilado a American Jet, se desvió por error de los pilotos en aproximación final al Aeropuerto Mariscal Sucre e impactó contra una de las laderas del Volcán Sincholagua, ubicado a 45 kilómetros al sureste de Quito, y matando a todos los siete ocupantes. Viajaba junto a su ingeniero asesor y jefe de proyectos Jorge Rodríguez Sobarzo, así como el presidente y CEO de la argentina YPF José Estenssoro (artícife de la privatización petrolera bajo Carlos Menem) y el asesor de este, el controversial Ricardo Zinn (considerado arquitecto del Rodrigazo durante el gobierno de Isabel Perón). También iban a bordo Manfred Hecht Mittersteiner, jefe de producción de la subsidiaria internacional de ENAP, Sipetrol y el estadounidense Ernest Schneider.
Estaba casado con June Gibbons Mac Leay y era padre de dos hijos.